# Pirata zavattarii
Pirata zavattarii este o specie de păianjeni din genul Pirata, familia Lycosidae. A fost descrisă pentru prima dată de Caporiacco, 1941.
Este endemică în Etiopia. Conform Catalogue of Life specia Pirata zavattarii nu are subspecii cunoscute.